# Plagiochila allorgei
Plagiochila allorgei là một loài rêu trong họ Plagiochilaceae. Loài này được Herzog & Perss. mô tả khoa học đầu tiên năm 1944.